# Sun Wen (fotbollsspelare)
Sun Wen (kinesiska: 孫 雯), född den 6 april 1973 i Shanghai, Kina, är en kinesisk fotbollsspelare. Vid fotbollsturneringen under OS 1996 i Atlanta deltog hon i det kinesiska lag som tog silver.